# 教養俗物
教養俗物（きょうようぞくぶつ、ドイツ語: Bildungsphilister）とは、フリードリヒ・ニーチェによって提唱された哲学用語。知識の量が多いだけのような教養のことが教養俗物とされた。これはニーチェが生きていた当時に、ドイツ国内で文化人と呼ばれていたような人々を批判するために提唱された。当時のドイツで文化とされていたことは、様々な時代や広い範囲の文化ではあるが、それぞれには統一性がなくあらゆる物事が浅い状態で混ぜ合わされて存在しているだけという有様であった。このような統一性の無い文化は野蛮とも言えるとのことで批判された。そしてドイツで教養とされていたのは、その統一性を持っていない文化に関する知識の量を競うという事でありこれが教養俗物なわけである。ニーチェが断言するには、ドイツにはドイツ的な独創的な文化はひとつも存在していないとのこと。